# Río Marán
Der Río Marán ist der ca. 170 km lange rechte Quellfluss des Río Ocoña, eines Zuflusses des Pazifischen Ozeans im Südwesten von Peru. Er trägt im Ober- und Mittellauf abschnittsweise folgende Bezeichnungen: Río Huarayhoma, Río Collpabamba, Río Pacapausa und Río Huanca Huanca.

## Flusslauf
Der Río Marán entspringt im Norden des Distrikts Coracora in der Provinz Parinacochas an der kontinentalen Wasserscheide auf einer Höhe von etwa 4560 m. Er fließt anfangs 40 km nach Süden, wendet sich anschließend 25 km nach Südosten und fließt später in südsüdöstlicher und schließlich südlicher Richtung. Er nimmt die Nebenflüsse Río Huacsapallcca (rechts), Río Pisiccocha und Río Negro Lollota (beide von links), Río Pacchichaca (rechts) und Río Pallancata (links) auf. Die Orte Pacapausa, San Francisco de Ravacayco, San Javier de Alpabamba, Marcabamba, Lampa, San Sebastian de Sacraca, Mirmaca und Pausa liegen entlang seinem Flusslauf. Bei Flusskilometer 54 trifft der Río Pararca von Westen kommend auf den Río Marán. Dieser durchbricht im Anschluss einen Gebirgskamm östlich des Vulkans Sarasara. Bei Flusskilometer 46 nimmt der Río Marán den Río Oyoli linksseitig auf. Schließlich trifft der Río Marán auf einer Höhe von 900 m auf den von Osten kommenden Río Cotahuasi und vereinigt sich mit diesem zum Río Ocoña. Am Flusslauf liegen die Provinzen Parinacochas, Aymaraes, Páucar del Sara Sara, Condesuyos und La Unión. Der Río Marán fließt im Mittel- und Unterlauf in einer tiefen Schlucht.

## Einzugsgebiet
Das Einzugsgebiet umfasst 6296 km². Im Nordosten wird es von der Gebirgskette Cordillera Huanzo, die Teil der peruanischen Westkordillere ist, begrenzt. Im Westen des Einzugsgebietes des Río Marán liegt der Vulkan Sarasara. Westlich von diesem befindet sich das abflusslose Becken der Laguna Parinacochas.

## Nebenflüsse
Bedeutende Nebenflüsse des Río Marán sind:
- rechts: Río Huacsapallcca (Einzugsgebiet: 323 km²)[1]
- links: Río Pisiccocha (Einzugsgebiet: 307 km²)[1]
- rechts: Río Pacchichaca (Einzugsgebiet: 222 km²)[1]
- links: Río Pallancata (Einzugsgebiet: 968 km²)[1]
- rechts: Río Pararca (Länge: 74,9 km; Einzugsgebiet: 979 km²)[1]